# Centrotoclytus ruficeps
Centrotoclytus ruficeps är en skalbaggsart som beskrevs av Aurivillius 1925. Centrotoclytus ruficeps ingår i släktet Centrotoclytus och familjen långhorningar.
Artens utbredningsområde är Brunei. Inga underarter finns listade.